# Юрмала
Ю́рмала (на латвийски: Jūrmala) е най-големият град-курорт в Латвия.

## География
Намира се на 25 км от столицата Рига. Заема територия във формата на дълга лента (32 км дължина и 3 км ширина) покрай Рижкия залив. Населението през 2005 г. възлиза на 55,6 хил. жители.

## История
Обявен е за град през 1920 г. с наименование Ригас Юрмала (Рижко крайморие), като са обединени 9 крайбрежни селища. През 1946 г. градът е включен в състава на Рига като Юрмалски район. Районът отново получава статут на град и сегашното си название през 1959 г. Тогава към Юрмала са присъединени близките градове Слока и Кемери.

## Известни личности
Родени в Юрмала
- Александър Калери (р. 1956), космонавт

Починали в Юрмала
- Аспазия (1865 – 1943), поетеса
- Всеволод Пудовкин (1893 – 1953), руски режисьор